# Monte (Dessert)

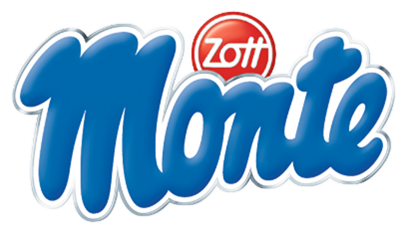
Monte-Logo

Monte-Produkte

Zott Monte ist ein Milchcremedessert, welches Milch, Schokolade und Haselnüsse kombiniert.

## Markteinführung
Das puddingartige Milch-Dessert mit Haselnuss- und Schokoladengeschmack wurde am 1. April 1996 lanciert. Inzwischen wird Monte in über 40 Ländern verkauft.

## Sortiment
Die einfache Variante läuft inzwischen als „Monte Original“. Daneben werden unter der Dachmarke Monte weitere Produkte angeboten. Dazu gehören vergleichbare Desserts:
- Balance: Mit geringerem Fettanteil, eingeführt 2015
- Zwei-Kammer: Mit einer zusätzlichen Zutat wie Keksen, Kirschsauce usw. in einer separaten Kammer; eingeführt 2013, 2015 um einige Varianten erweitert (Choco-Flakes, Choco-Balls, Cacao-Cookies und Waffle-Sticks)[1]
- White: Eine inzwischen nicht mehr limitierte Variante des klassischen Desserts, ausschließlich aus der klassischen Milchcreme.[2]
- Grieß: Monte in Kombination mit hellem Milchcreme-Grieß, eingeführt 2016[3]
- Top Cup: Monte in Kombination mit bunten Schokolinsen, eingeführt 2017[4]
- - 30 % Zucker: zuckerreduziert, eingeführt 2019[5]
- Mega Monte: Standard Monte im 400g Einzelbecher; März 2018[6]

Außerdem bietet Zott unter der Marke Monte zwei davon deutlich verschiedene Produkte an:
- Monte Snack: Eine Schnitte aus gebackenen Deckeln und einer Cremefüllung, ähnlich der Milchschnitte, jedoch mit einer zweiten Füllungskomponente mit Schokoladengeschmack, eingeführt 2014[7]
- Monte Drink: flüssig, in Flaschen zu 200 ml[8][9]

Wird mittlerweile nicht mehr angeboten:
- Plus: mit einer zusätzlichen Sauce (Karamell, Schokolade, Vanille, Cappuccino) im selben Becher, eingeführt 2014[10]
- Monte Vanille: Monte Milchcreme kombiniert mit Vanillecreme; März 2018[11]
- Monte Black and White: Monte Milchcreme kombiniert mit dunkler Zartbittercreme; März 2018[12]

## Auszeichnungen
Die Lebensmittel Zeitung zeichnete Monte 2015 als eine von mehreren „Top-Marken“ in der Warengruppe Feinkost aus. Grundlage der Auszeichnung ist eine positive Entwicklung des Marktanteils im jeweiligen Marktsegment, ermittelt vom Marktforschungsinstitut GfK.
Die Verbraucherschutzorganisation Foodwatch verlieh 2010 den Goldenen Windbeutel an Zott für den Monte Drink aufgrund seiner Bewerbung als Zwischenmahlzeit trotz des hohen Zuckergehaltes.